# Нејтан Ејдријан
Нејтан Гарђуен Ејдријан (енгл. Nathan Ghar-jun Adrian; Бремертон, 7. децембар 1988) амерички је пливач чија специјалност су спринтерске трке слободним стилом. Вишеструки је олимпијски, светски, панпацифички и национални првак.
Године 2012. дипломирао је медицину на Универзитету Калифоније у Берклију.

## Биографија
Нејтан је рођен 1988. године у градићу Бремертон у америчкој савезној држави Вашингтон као најмлађе од троје деце Џејмса, нуклеарног инжењера и Сесилије. медицинске сестре. Његова мајка је пореклом Кинескиња из Хонгконга. Има старију сестру Донелу и брата Џастина. Научио је да плива још када је имао две године, а захваљујући утицају свога брата и сестре који су пливали за своје школске тимове Нејтан је још као петогодишњи дечак започео са пливачким тренинзима. Током средњошколског школовања пливао је за свој школски тим, а након тога и за универзитетски тим Универзитета Беркли на ком је студирао медицину од 2006. до 2012. када је дипломирао. Још као студент освојио је неколико титула универзитетског првака у тркама на 50 и 100 јарди слободним стилом.

### Каријера
На међународној пливачкој сцени дебитовао је на светском првенству у малим базенима у Манчестеру 2008. године, и одмах на дебију успео је да се окити златним медаљама у тркама на 100 слободно и 4×100 слободно, док је као члан штафете 4×100 мешовито освојио сребрну медаљу. Месец дана касније на олимпијским трајалсима у Омахи успео је да заузме 4. место у трци на 100 метара слободним стилом, чиме је себи обезбедио место у америчком олимпијском тиму за ЛОИ 2008. у Пекингу. У Пекингу је Ејдријан пливао прву измену у квалификацијама штафете 4×100 слободно, а амерички тим је у тим квалификацијама испливао време од 3:12,23 минута што је био нови светски рекорд. Иако није пливао у финалној трци додељена му је златна олимпијска медаља.
Годину дана касније успео је да се преко националног првенства квалификује и за наступ на светском првенству, а у Риму 2009. такмичио се у 4 дисциплине. Пливајући у штафетама 4×100 слободно и 4×100 мешовито освојио је своје прве две златне медаље на светским првенствима. У тркама на 50 и 100 слободно био је 6, односно укупно 10. пливач.
На Олимпијским играма по други пут је наступио у Лондону 2012. године где је освојио укупно три медаље. Ејдријан је у Лондону постао нови олимпијски победник у тркама на 100 слободно, те у штафети 4×100 мешовито, док је у штафети 4×100 слободно амерички тим освојио сребро. У знак захвалности за постигнуте успехе на Олимпијским играма власти његовог родног града Бремертона су једној од градских улица дали његово име − Nathan Adrian Drive.
Ејдријан је наставио са освајањем медаља и на наредна два светска првенства, те је у Барселони 2013. и Казању 2015. своју колекцију медаља обогатио са два нова злата, два сребра и бронзом.
Трећи узастопни наступ на Олимпијским играма остварио је на ЛОИ 2016. у Рију и са укупно 4 осовојене медаље, од чега две златне, биле су то његове најуспешније Олимпијске игре у каријери. Злата је освојио у штафетама 4×100 слободно (у финалу су пливали још и Кајлеб Дресел, Мајкл Фелпс и Рајан Хелд) и 4×100 мешовито (Рајан Марфи, Коди Милер и Мајкл Фелпс), док је у појединачним тркама на 50 и 100 слободно освојио бронзане медаље.
На светском првенству у Будимпешти 2017. освојио је нове 4 медаље, од чега три златног сјаја. Златима у штафетама на 4×100 слободно, 4×100 мешовито и 4×100 слободно микс додао је и сребро из трке на 100 метара слободно.